# Pealius rhododendri
Pealius rhododendri là một loài côn trùng cánh nửa trong họ Aleyrodidae, phân họ Aleyrodinae.
Pealius rhododendri được Takahashi miêu tả khoa học đầu tiên năm 1935.